# Episodi di Death Valley Days (seconda stagione)
La seconda stagione della serie televisiva Death Valley Days è stata trasmessa in anteprima negli Stati Uniti d'America in syndication tra il 29 settembre 1953 e il 17 giugno 1954.
| nº | Titolo originale         | Titolo italiano | Prima TV USA      | Prima TV Italia |
| -- | ------------------------ | --------------- | ----------------- | --------------- |
| 1  | The Diamond Babe         |                 | 29 settembre 1953 |                 |
| 2  | Little Washington        |                 | 1º ottobre 1953   |                 |
| 3  | Solomon in All His Glory |                 | 27 ottobre 1953   |                 |
| 4  | Which Side of the Fence  |                 | 29 ottobre 1953   |                 |
| 5  | Whirlwind Courtship      |                 | 21 novembre 1953  |                 |
| 6  | Dear Teacher             |                 | 24 novembre 1953  |                 |
| 7  | One in a Hundred         |                 | 1º ottobre 1959   |                 |
| 8  | Little Papeete           |                 | 2 gennaio 1954    |                 |
| 9  | Lotta Crabtree           |                 | 5 gennaio 1954    |                 |
| 10 | Yaller                   |                 | 30 gennaio 1954   |                 |
| 11 | The Twelve Pound Nugget  |                 | 30 gennaio 1954   |                 |
| 12 | Jimmy Dayton's Treasure  |                 | 28 febbraio 1954  |                 |
| 13 | Snowshoe Thompson        |                 | 28 febbraio 1954  |                 |
| 14 | Husband Pro-Tem          |                 | 27 marzo 1954     |                 |
| 15 | The Kickapoo Run         |                 | 10 aprile 1954    |                 |
| 16 | Sixth Sense              |                 | 8 maggio 1954     |                 |
| 17 | The Rainbow Chaser       |                 | 15 maggio 1954    |                 |
| 18 | Mr. Godiva               |                 | 17 giugno 1954    |                 |